# Kekoer

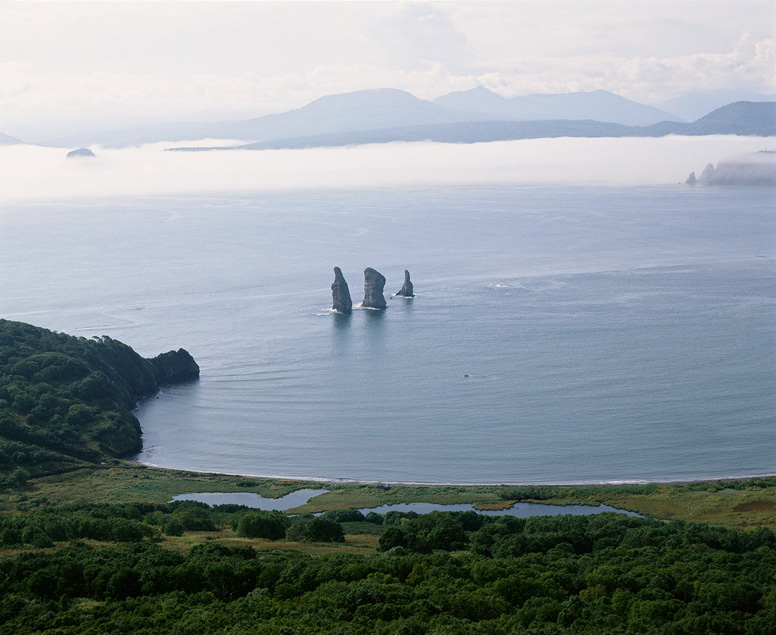
De kekoeri Tri Brata (Drie Gebroeders) aan de ingang naar de Avatsjabaai van het schiereiland Kamtsjatka

Kekoer (Russisch: Кекур) is een Russische benaming voor een natuurlijke rotsige eilandberg in de vorm van een zuil of kegel. De naam wordt in het Russische Verre Oosten gebruikt voor kleine rotsige eilandjes in de Noordelijke IJszee, de Grote Oceaan en voor zuilvormige rotsen in de waterscheidingen van de Lena, de Jana en de Indigirka.